# エルドラド (アルバム)
エルドラド（英: Eldorado - A Symphony By The Electric Light Orchestra）は、1974年に発表されたエレクトリック・ライト・オーケストラ（ELO）のスタジオ・アルバム。初期ELOを代表する作品である。
本作は夢の国「エルドラド」にて巻き起こる出来事を描いたコンセプト・アルバムである。本作よりストリングスアレンジに指揮者のルイス・クラークを迎え、ストリングスサウンドが洗練され、彼の指揮する本物のオーケストラが取り入れられることになった。このオーケストラの比率が徐々にアルバムを追って大きくなっていき、『ディスカバリー』（1979年）ではバンド内のストリングスメンバーが参加する機会がなくなるのだが、本作では比較的ELOのストリングスメンバーが参加する作品とオーケストラが参加する作品とのバランスが取れており、共演する作品もある。

ジャケットは「オズの魔法使い」のワンシーンより。

## 収録曲
1. エルドラド＝序曲 - Eldorado Overture
男性の声が、男をエルドラドへ誘う。

このアルバムのテーマ曲と言える曲で、A面とB面の最後にそれぞれリプライズがある。
2. 見果てぬ想い - Can't Get It Out Of My Head
海の波に立つ女性に、男は心を奪われる。

シングルカットされ、ELO初の全米TOP40ヒットにしてTOP10入りした大ヒット曲となる。
3. ボーイ・ブルーの帰還 - Boy Blue
ジェフ・リン曰く、「中世の、全てを統べる英雄についての曲」。反戦歌である。また、ブルーはジェフの好きな色である。
シングルカットされ、いくつかのベスト盤に収録されている。
4. ラレドの嵐 - Laredo Tornado
5. プア・ボーイ - Poor Boy (The Greenwood)
男はエルドラドの丘の上で、ロビン・フッドの従者である自分を妄想する。
オランダでシングルカットされた。
6. 偉大なる支配者 - Mister Kingdom
この曲で幕をあけるB面は、一続きのメドレーとなっている。

ザ・ビートルズの「アクロス・ザ・ユニバース」にヴァースのメロディが似ている。
7. ノーバディズ・チャイルド - Nobody's Child
エルドラドの年上女性が男を誘惑する。
ジャズテイストのナンバー。
8. ト長調の幻想 - Illusions In G Major
ロックンロール少年が、精神科医に不思議な幻覚のことを話している。
前曲とは打って変わってロックンロールナンバー。
9. エルドラド - Eldorado
目が覚めて現実世界に戻る男だが、すっかりエルドラドが気に入ってしまった彼は、そこへもう一度行こうと試みる。
逆再生すると、悪魔のメッセージが聞こえるということで訴訟を起こされた。これがきっかけで、ジェフは次のアルバム『フェイス・ザ・ミュージック』にて逆回転メッセージに凝ることとなる。
10. エルドラド＝終曲 - Eldorado - Finale

2001年リマスター盤のボーナス・トラック
1. エルドラド(インストゥルメンタル・メドレー) - Eldorado Instrumental Medley 
収録曲のオーケストラトラックを連結したメドレー。
2. ダーク・シティ(デモ) - Dark City (Demo)
「ラレドの嵐」の初期テイク。